# Eduardo Passarelli
Pour les articles homonymes, voir Passarelli.
Eduardo Passarelli (nom de naissance : Eduardo De Filippo) né à Naples le 20 juillet 1903 et mort dans cette même ville le 9 décembre 1968 est un acteur italien.

## Filmographie partielle
- 1937 :
  - Gli ultimi giorni di Pompeo de Mario Mattoli
  - Le Féroce Saladin (Il feroce Saladino) de Mario Bonnard
  - Gatta ci cova de Gennaro Righelli
  - Ce soir à onze heures (Stasera alle undici) d'Oreste Biancoli
- 1938 : 
  - Il conte di Bréchard de Mario Bonnard
  - L'amor mio non muore! de Giuseppe Amato
- 1939 :
  - Il marchese di Ruvolito de Raffaello Matarazzo
  - Macario millionnaire de Mario Mattoli
- 1940 : San Giovanni decollato d'Amleto Palermi
- 1942 : Casanova farebbe così! de Carlo Ludovico Bragaglia
- 1945 : Rome, ville ouverte de Roberto Rossellini
- 1948 :
  - Emigrantes d'Aldo Fabrizi
  - Totò au Tour d'Italie (Totò al giro d'Italia) de Mario Mattoli
- 1949 : 
  - Monastero di Santa Chiara de Mario Sequi
  - Napoli eterna canzone de Silvio Siano
- 1950 :
  - Canzoni per le strade de Mario Landi
  - Quarantasette morto che parla de Carlo Ludovico Bragaglia
  - Mara fille sauvage de Mario Camerini
  - Dans les coulisses (Vita da cani) de Mario Monicelli et Steno
  - Vivre à la resquille (Vivere a sbafo) de Steno et Mario Monicelli
  - Les Six Femmes de Barbe Bleue de Carlo Ludovico Bragaglia
- 1951 :
  - Sette ore di guai de Vittorio Metz
  - Deux Légionnaires au harem (Totò sceicco) de Mario Mattoli
  - Totò Tarzan de Mario Mattoli
  - Totò e i re di Roma de Steno et Mario Monicelli
  - Il mago per forza de Vittorio Metz et Marcello Marchesi
  - Buon viaggio, pover'uomo de Giorgio Pàstina
- 1953 :
  - Le Carrousel fantastique d'Ettore Giannini
  - Ho scelto l'amore de Mario Zampi
  - Un dimanche romain d'Anton Giulio Majano
  - L'Âge de l'amour (L'età dell'amore) de Lionello De Felice
- 1954 :
  - Un siècle d'amour (Cento anni d'amore) de Lionello De Felice - épisode Pendolin
  - Cento serenate d'Anton Giulio Majano
- 1955 : 
  - Graziella de Giorgio Bianchi
  - Quando tramonta il sole de Guido Brignone
- 1956 : I vagabondi delle stelle de Nino Stresa
- 1957 : 
  - L'Homme, la Femme et le Désir (È arrivata la parigina) de Camillo Mastrocinque
  - Vacances à Ischia (Vacanze a Ischia) de Mario Camerini
- 1958 : Je ne suis plus une enfant (Non sono più guaglione) de Domenico Paolella
- 1959 : La cambiale de Camillo Mastrocinque
- 1960 :
  - Les Blousons noirs de la chanson (I Teddy boys della canzone) de Domenico Paolella
  - Rocco et ses frères de Luchino Visconti
  - Meravigliosa de Siro Marcellini
- 1962 : La Bataille de Naples de Nanni Loy